# 赵明新
赵明新（1914年2月—1967年1月），原名赵杏村。曾化名李明、赵辰一，出生于山东省乐陵县古楼张村人，中华人民共和国政治人物。

## 生平

### 第一次国共内战
少年时在家乡读完小学，1928年春来到济南。同年5月3日，日军侵占了济南，爆发“济南惨案”，随后返回家乡。同年夏，考入乐陵县中学，后因领导学生反对校方限制学生民主活动而被校方开除学籍。1930年夏，他考入北平私立艺文中学，并参加了“左联”、“反帝大同盟”、“互济会”等组织。1931年8月，他参加共青团，并任团支部书记。九一八事变后，作为艺文中学的学生代表，参加北平“学联”，并被选为组织部负责人之一。11月，北平学联组织“学生南下请愿团”，赴南京向国民党政府请愿，要求取消消极抗日。他组织发动并领导艺文中学的学生参加南下请愿团。
1932年2月，他受中共地下党组织派遣到天津宝纱厂，以工人身份为掩护做地下秘密工作。他同陈少敏配合，发动工人罢工，组织工人到天津社会局请愿，反对工厂开除工人。同年，他任天津团市委委员兼青工部部长。8月25日，为掩护其他党员而被逮捕，判刑5年，押于天津第三监狱，后转到北平第一监狱。1935年5月，因拒绝与国民党合作，而被转到北平军人反省分院（即草岚子监狱），并结识薄一波、刘澜涛、安子文、杨献珍等人。同年8月，在狱中由刘子久、韩钧介绍，加入中国共产党。1936年10月20日，经中共地下党营救出狱。随后返回山东省，历任中共山东省委特派员。

### 抗日战争
1937年2月至5月，任鲁北特派员。1937年5月，任中共山东济南市委书记，鲁北特委委员兼宣传部长。1937年10月，中共山东省委先后派出姚仲明、廖容标以及赵新明奔赴长山县，以长山中学（校长马耀南）为立足点，开展抗日运动。12月26日，四人领导发动黑铁山抗日武装起义，成立山东人民抗日救国军第五军，姚仲明任政委、赵明新任政治部主任。1938年6月，由五军发展起来的6个团1个营被改编为八路军山东纵队第三支队，赵明新任三支队政治部主任兼清河特委宣传部长，后又调任新建的中共淄博特委书记。1939年8月，被选为中共第七次全国代表大会代表。1940年10月，辗转抵达延安，并参加了整风运动。1943年4月，随后留在中央党校工作，任中央党校第二部组教科副科长。1944年1月，受中共中央派遣，回山东根据地，任胶东区党委常委兼组织部长、华东党校第四部主任。
1949年，中国人民解放军向长江以南地区进军。他调任苏南区党委常委、组织部部长。后升任苏南区党委第二副书记。

### 共和国成立后
1952年9月，调任中共上海市委常委、组织部长，上海市人事局局长。1954年，调任长春第一汽车制造厂，任党委书记。数年后生产出解放牌汽车、东风牌汽车和红旗轿车。
1965年9月，他调任中国科学院华东分院院长兼党委书记。文化大革命期间，1966年8月，康生、江青挑起“六十一人叛徒集团案”，意图打击刘少奇一派干部。同年11月，南下的南开大学、吉林师范大学红卫兵及长春一汽的造反派先后找到赵明新纠缠此事，当时华东局书记处书记魏文伯为此解释。1967年一月风暴后，张春桥支持中科院华东分院各造反派夺权，赵明新首当其冲。但因他身患糖尿病、冠心病、高血压等疾病，被批斗入医院。1月14日，“革命造反团”强迫医生开具出院证明，并扔毁他必须的救命药物，关押在华东分院七号楼。随后他的身体急转直下，20日即去世，年仅53岁。关于死因，上海市公安局治安处的技术鉴定为“系高处坠落颅脑损伤，引起死亡”。至于如何坠落，当时没有追查。
文化大革命结束后，1979年2月13日，中共中央举行追悼会，给予平反。